# 森田義之
森田 義之（もりた よしゆき、1948年 - ）は、日本のイタリア美術史研究者。専門は、イタリアルネサンス美術史・都市史・技法史。イタリア・ルネサンス美術史全般（建築、彫刻、絵画、工芸）を、研究対象としている。特に、ルネサンス美術の舞台である都市に注目し、都市建設、パトロネージと芸術創造の関わりや、都市のなかでの芸術家の生きかたに関心を向けている。愛知県立芸術大学名誉教授。東京都出身。
代表的なルネサンス・パトロンであるメディチ家の歴史をたどった『メディチ家』（講談社現代新書）の著作がある。

## 学歴
- 1971年　東京芸術大学美術学部芸術学科卒業
- 1974年　東京芸術大学大学院美術研究科修士課程修了
- （1976年　イタリア政府給費留学生としてフィレンツェ大学及びローマ大学文哲学部専攻科に留学）

## 職歴
- 1981年　東京芸術大学美術学部助手
- 1982年　茨城大学教育学部助教授
- 1995年　茨城大学教育学部教授
- 2000年　愛知県立芸術大学美術学部教授
- 2013年　愛知県立芸術大学名誉教授

## 受賞歴
- 第15回マルコ・ポーロ賞（共同受賞）（1992年）

## 著書

### 単著
- 『ミケランジェロ・ヴァティカン壁画(天地創造) 1』講談社 1985年　ISBN 9784062024129
- 『ミケランジェロ・ヴァティカン壁画(最後の審判) 2』講談社 1986年　ISBN 9784062024136
- 『NHKフィレンツェ・ルネサンス 1 ――夜明け』（共編著）日本放送出版協会 1991年　ISBN 9784140087596
- 『NHKフィレンツェ・ルネサンス 3　――百花繚乱の画家たち』 ISBN 9784140087619
- 『NHKフィレンツェ・ルネサンス 4 ――再生への讃歌』 ISBN 9784140087626
- 『NHKフィレンツェ・ルネサンス 5 ――三巨匠』 ISBN 9784140087633
- 『メディチ家』講談社現代新書 1999年 ISBN 9784061494428
- 『ジョルジョーネ・ティツィアーノ』カンヴァス世界の大画家第9巻 中央公論社
- 『イタリア・ルネサンス 1・3』　世界美術大全集第11・13巻 小学館

### 共著
- 『NHKフィレンツェ・ルネサンス 2 ――美と人間の革新』（日高健一郎共著） ISBN 9784140087602
- 『NHKフィレンツェ・ルネサンス 6 ――花の都の落日』（日高健一郎共著） ISBN 9784140087640
- 『名画への旅（7）盛期ルネサンス（1）――モナ・リザは見た』（樺山紘一共著）講談社　1992年
- 『名画への旅（8）盛期ルネサンス（2）――ヴェネツィアの宴』（樺山紘一共著）講談社　1992年
- 『名画への旅（5）初期ルネサンス（1）――天上から地上へ』（樺山紘一共著）講談社　1993年
- 『名画への旅（6）初期ルネサンス（2）――春の祭典』（樺山紘一共著）講談社　1993年
- 『岡倉天心と五浦』（小泉晋弥共著）中央公論美術出版　1998年　ISBN 9784805503508
- 『美術とジェンダー』（共著、ブリュッケ）
- 『フィレンツェ・ルネサンス55の至宝』（芸術新潮編集部と、とんぼの本）新潮社　2007年

## 主な翻訳
- レンスラー・リー『絵画と文学―絵は詩のごとく』（訳者の一人　中森義宗編）中央大学出版部  1984年
  - 改訂版『ウト・ピクトゥラ・ポエシス　詩は絵のごとく／絵は詩のごとく：人文主義絵画理論』（篠塚二三男と共訳）アートワークス　2021年
- ヴァルデマ－・ヤナシチャク『名画の技法』メルヘン社　1987年　ISBN 9784943988120
- ロジータ・レーヴィ・ピセツキー（Rosita Levi Pisetzky）『モードのイタリア史』平凡社 1987年　ISBN 9784582620085
- グレン・アンドレスほか『フィレンツェの美術』上・下（佐々木英也と訳監修）　日本放送出版協会　1991年　大著
- ヴァレリオ・グァッツォーニ（Valerio Guazzoni）『彫刻家ミケランジェロ』（大宮伸介共訳）岩崎美術社 1992年　ISBN 9784753413218
- ピーター・バーク『イタリア・ルネサンスの文化と社会』（柴野均共訳）岩波書店 新版1992年　ISBN 9784000036269
- ピエルルイジ・デ・ヴェッキ（Pier Luigi De Vecchi）『画家ミケランジェロ』岩崎美術社 1992年　ISBN 9784753413195
- ポール・バロルスキー（Paul Barolsky）『とめどなく笑う－イタリア・ルネサンス美術における機知と滑稽』（高山宏・伊藤博明共訳）ありな書房 1993年　ISBN 9784756693310
- ミア・チノッティ（M. Cinotti）『カラヴァッジオ　生涯と全作品』岩波書店　1993年　ISBN 9784000080576
- エルヴィン・パノフスキー　『墓の彫刻　死にたち向かった精神の様態』　哲学書房　（若桑みどりほか訳）1996年
- ロナルド・ライトボーン（Ronald Lightbown）『ボッティチェリ』（小林もり子共訳）西村書店　1996年　ISBN 9784890135486
- アンソニー・ヒューズ（Anthony Hughes）『ミケランジェロ』　岩波世界の美術／岩波書店　2001年　ISBN 9784000089289
- ジョルジョ・スピーニ『ミケランジェロと政治』（松本典昭共訳）刀水書房2003年　ISBN 9784887083189
- ジョルジョ・ヴァザーリ『ルネサンス彫刻家建築家列伝』（監修訳） 白水社　1989年、新装版2009年　ISBN 9784560039304
- エリー・フォール『美術史3　ルネサンス美術』（小林もり子共訳）国書刊行会　2004年
- ピエルルイージ・デ・ヴェッキ『ミケランジェロ　アート・ライブラリー』西村書店、2009年
- エドガー・ウィント 『ジョルジョーネ解読』（甲斐教行共訳）中央公論美術出版、2009年
- ジーン・A・ブラッカー 『ルネサンス都市 フィレンツェ』（松本典昭共訳）岩波書店、2011年
- エレーナ・カプレッティ『イタリア巨匠美術館』（監訳）西村書店、2011年
- 『レオナルド・ダ・ヴィンチ　天才の素描と手稿』（監訳）西村書店、2012年
- 『ヴァザーリ 美術家列伝』（全6巻）中央公論美術出版、2014 - 2022年。監修者の一人
- キアーラ・ロッサーニ／絵：ビンバ・ランドマン　『ミケランジェロ　石に命をふきこんだ天才』西村書店、2014年。創作絵本
- パトリシア・エミソン 『レオナルド・ダ・ヴィンチ　アート・ライブラリー』（小林もり子共訳）西村書店、2014年